# Andrea Olivero
Andrea Olivero (Cuneo, 24 febbraio 1970) è un politico italiano.
Presidente nazionale delle Associazioni Cristiane dei Lavoratori Italiani dal 2006 al 2012 e successivamente senatore della XVII Legislatura.
È stato viceministro delle politiche agricole alimentari e forestali nei governi Renzi e Gentiloni.

## Biografia
Nasce a Cuneo, ma vive a Roma. Ha praticato scouting nell’Agesci e si è laureato in Lettere classiche presso l'Università degli Studi di Torino, diventando successivamente insegnante di ruolo nella provincia di Cuneo.
Nel 1992 era stato tra i promotori dell'Istituto Pace, Sviluppo e Innovazione ACLI di Cuneo e nel 1994 promosse la nascita della Comunità Emmaus di Boves.
Dal 1997 al 2004 è stato presidente provinciale ACLI.
Nel 2002 è fondatore e presidente di Insieme per educare, per la gestione delle scuole cattoliche della diocesi di Cuneo.
Nel 2004 è eletto vicepresidente nazionale ACLI, e dal 2006 ne è il dodicesimo presidente nazionale, dopo le dimissioni del 28 febbraio del predecessore Luigi Bobba, candidato, e successivamente eletto, senatore per La Margherita.
Dal dicembre 2008 al 2013 è stato portavoce unico del Forum del Terzo Settore.

### Attività politica
Il 19 dicembre 2012 si dimette da presidente nazionale delle ACLI per impegnarsi in politica con Scelta Civica per l'Italia del senatore a vita, nonché Presidente del Consiglio uscente Mario Monti, in vista delle elezioni politiche del 2013 venendo candidato al Senato della Repubblica, nella circoscrizione Piemonte, come capolista di Con Monti per l'Italia, venendo eletto senatore della XVII Legislatura.
Dal 12 marzo 2013 al 1º agosto 2013 è inoltre stato coordinatore politico di Scelta Civica.
Il 26 novembre 2013 abbandona Scelta Civica ed il rispettivo gruppo parlamentare al Senato della Repubblica per aderire al nuovo movimento politico fondato dagli altri fuoriusciti, Popolari per l'Italia, passando quindi al gruppo parlamentare centrista Per l'Italia.
Il 28 febbraio 2014 viene nominato dal Consiglio dei Ministri viceministro delle politiche agricole alimentari e forestali nel governo Renzi, affiancando il ministro Maurizio Martina, che tramite suo decreto ministeriale ottiene la delega alla trattazione degli affari nelle seguenti materie:
- ispettorato centrale della tutela della qualità e della repressione delle frodi dei prodotti agroalimentari
- problematiche relative al settore tabacchicolo a livello nazionale e comunitario
- attività connesse alla Rete rurale
- agricoltura sociale e delle aree montane, forestazione e biodiversità
- apicoltura
- rapporti con Università e Scuola su questioni inerenti alla formazione in agricoltura
- agromafie

Il 2 dicembre 2014, infine, abbandona i Popolari per l'Italia e, assieme a Maria Paola Merloni e Lucio Romano, aderisce al movimento politico Democrazia Solidale, passando al gruppo parlamentare di maggioranza Per Le Autonomie (SVP-UV-PATT-UPT) - PSI - MAIE.
Con la nascita del nuovo governo presieduto da Paolo Gentiloni, il 29 dicembre 2016 viene confermato viceministro delle politiche agricole alimentari e forestali. Termina l'incarico il 1º giugno 2018.
Il 29 dicembre 2017, in appoggio al PD e alla coalizione di centro-sinistra di Matteo Renzi, è tra i fondatori della lista elettorale Civica Popolare, che riunisce l'Unione per il Trentino: Alternativa Popolare di Beatrice Lorenzin, l'Italia dei Valori di Ignazio Messina, L'Italia è Popolare di Giuseppe e Ciriaco De Mita ed i Centristi per l'Europa di Pier Ferdinando Casini, per fare la cosiddetta "quarta gamba" nel centro-sinistra.
Alle elezioni del 2018 è candidato alla Camera dalla coalizione di centrosinistra nel collegio uninominale Piemonte 2 - 07 (Cuneo) e ottiene il 24,05%, venendo sconfitto dal candidato di centrodestra Flavio Gastaldi (46,67%). Candidato capolista nei collegi plurinominali Emilia Romagna - 04 e Piemonte 2 - 01, non è eletto, avendo ottenuto Civica Popolare lo 0,54% sul territorio nazionale e dunque non risultando ammessa alla distribuzione dei seggi.
Riprende dunque la propria attività di docente di letteratura italiana e latina presso il Liceo Scientifico John Fitzgerald Kennedy di Roma.